# WTA Challenger de Vic
O WTA Challenger de Vic – ou Catalonia Open, atualmente – é um torneio de tênis profissional feminino, de nível WTA 125.
Realizado em Vic, no nordeste da Espanha, estreou em 2025. Os jogos são disputados em quadras de saibro durante o mês de abril.
Nota: o Catalonia Open historicamente transfere seu evento de cidade constantemente, por motivos estratégicos. Em 2024, ocorria em Lérida; no ano seguinte, a Federação Catalã de Tênis moveu-o para Vic.

## Finais

### Simples
| Ano  | Campeã      | Vice-campeã     | Resultado |
| ---- | ----------- | --------------- | --------- |
| 2025 | Dalma Gálfi | Rebeka Masarova | 6–3, 6–0  |

### Duplas
| Ano  | Campeãs                          | Vice-campeãs              | Resultado |
| ---- | -------------------------------- | ------------------------- | --------- |
| 2025 | Bianca Andreescu Aldila Sutjiadi | Leylah Fernandez Lulu Sun | 6–2, 6–4  |